# Ліза Аякс
Ліза Крістіна Аякс (швед. Lisa Kristina Ajax; нар. 13 серпня 1998, Ерфелла) — шведська співачка, переможниця шоу Idol 2014.

## Кар'єра
Ліза Аякс почала навчатися вокалу у віці шести років.
28 листопада 2014 року виступила на стадіоні «Ерікссон-Глоб» в рамках шоу-талантів Idol. Випущений того ж року сингл співачки «Love Run Free» посів 48-е місце в чарті Itunes і залишався там протягом одного тижня. 5 грудня 2014 року Ліза Аякс здобула перемогу в Idol, посівши перше місце й випередивши Моллі Лінден.
Раніше у 2012 році виступала на фестивалі Lilla Melodifestivalenruen з піснею «Allt som jag har».
У 2016 році вона взяла участь у пісенному конкурсі Melodifestivalen 2016 з піснею «My Heart Wants Me Dead» і змогла потрапити до фіналу, що пройшов на стадіоні «Френдз-Арена».
Через три роки повернулася на конкурс з піснею «Torn» і стала учасницею Melodifestivalen 2019, де посіла 9 місце у фіналі.
2021 року Ліза Аякс випустила свій перший шведськомовний сольний сингл «Jag måste», написаний у співавторстві з Антоном Енгдалем і Маркусом Голмбергом. Для синглу вона змінила менеджмент і лейбл.
Роком пізніше вона брала участь у Melodifestivalen 2022 із піснею «Tror du att jag bryr mig» в дуеті з репером Niello. Вони виступали 12 лютого 2022 року у другому півфіналі, де посіли останнє місце та не пройшли кваліфікацію до фіналу. Згодом Аякс брала участь в Let's Dance 2022, який транслював TV4, як знаменита танцівниця.
У 2024 році вона вп'яте брала участь у Melodifestivalen з піснею «Awful Liar». Співачка виступила в першому півфіналі й виграла другий раунд голосування, пройшовши до фіналу 9 березня 2024 року. У фіналі Аякс посіла 11 місце з 12-ти.

## Дискографія

### Міні-альбоми
| Рік  | Назва        | Позиція в чартах | Список композицій |
| Рік  | Назва        | SWE              | Список композицій |
| ---- | ------------ | ---------------- | --- |
| 2014 | Unbelievable | 2                | 1. «Unbelievable» (3:30) 2. «Love Run Free» (3:50) 3. «Twisted» (3:41) 4. «Lady Marmalade» (3:31) 5. «Don't Stop the Music» (4:02) 6. «Pantamera» (Учасники Swedish Idol 2014) (3:17) |
| 2017 | Collection   | –                | 1. «Killer» (3:14) 2. «I Don't Give A» (2:59) 3. «Give Me That» (2:54) 4. «Love Me Wicked» (3:38) 5. «My Heart Wants Me Dead» (3:02) 6. «Number One» (3:29)                           |

### Сингли
| Рік  | Сингл                                       | Позиція в чартах | Сертифікація   | Альбом                |
| Рік  | Сингл                                       | SWE              | Сертифікація   | Альбом                |
| ---- | ------------------------------------------- | ---------------- | -------------- | --------------------- |
| 2014 | «Love Run Free»                             | 15               | –              | Unbelievable          |
| 2014 | «Unbelievable»                              | 14               | - GLF: Золото  | Unbelievable          |
| 2015 | «Blue Eyed Girl»                            | –                | –              | Сингл без альбому     |
| 2016 | «My Heart Wants Me Dead»                    | 10               | - GLF: Платина | Collection            |
| 2016 | «Give Me That»                              | –                | –              | Collection            |
| 2016 | «Love Me Wicked»                            | –                | –              | Collection            |
| 2017 | «I Don't Give A»                            | 25               | - GLF: Золото  | Collection            |
| 2017 | «Number One» (разом з Atle)                 | –                | –              | Collection            |
| 2018 | «Think About You»                           | –                | –              | Сингл без альбому     |
| 2019 | «Torn»                                      | 9                | - GLF: Платина | Melodifestivalen 2019 |
| 2020 | «Jag måste»                                 | –                | –              | Сингл без альбому     |
| 2022 | «Tror du att jag bryr mig» (разом з Niello) | 7                | - GLF: Золото  | Melodifestivalen 2022 |
| 2024 | «Awful Liar»                                | 20               | –              | Melodifestivalen 2024 |